# Victor-Amédée Lebesgue
Victor-Amédée Lebesgue, auch Le Besgue  (* 2. Oktober 1791 in Grandvilliers, Département Oise; † 10. Juni 1875 in Bordeaux) war ein französischer Mathematiker, der auf dem Gebiet der Zahlentheorie arbeitete.

## Leben
Lebesgue besuchte ein Lyzeum in Amiens und schloss den Schulbesuch 1809 am Collège de Beauvais in Paris ab. Nach einem einjährigen Militärdienst kehrte er in das zivile Leben zurück und studierte von 1810 bis 1813 in Paris. Anschließend war er als Lehrer an verschiedenen Schulen sowie als Privatlehrer tätig, so unter anderem bei einer Familie in Russland. In Moskau erschienen seine ersten zahlentheoretische Aufsätze. 1830 kehrte er nach Frankreich zurück. Durch Vermittlung eines Freundes und auf Empfehlung von Siméon Denis Poisson erhielt er verschiedene Stellen als Dozent an Hochschulen. Nach einem kurzzeitigen weiterführenden Studium an der Sorbonne in Paris lebte er 1835/1836 in Neufchâteau, wo er wissenschaftlich außerordentlich produktiv war. Er korrespondierte viel mit Poisson, der von der Qualität und der wissenschaftlichen Tiefe der Arbeiten von Lebesgue sehr beeindruckt war.
1835 erhielt er eine Stelle an der Universität Grenoble, wo er 1837 mit der Arbeit Thèses de Mécanique et d’Astronomie promoviert wurde. 1838 wechselte er nach Bordeaux an die dortige Faculté des sciences, wo er einen Lehrstuhl für reine Mathematik erhielt und wo er bis zu seiner Emeritierung 1858 tätig war und zahlreiche wissenschaftliche Arbeiten publizierte. Von 1858 bis 1861 lebte er in Paris, wo er an der Fertigstellung von Büchern zur Zahlentheorie arbeitete. Bei der Fertigstellung des Buches Exercices d'Analyse numérique. Extraits, Commentaires et Recherches relatifs à l'Analyse indéterminée et à la Théorie des Nombres (1862) unterstützte ihn sein Freund der Zahlentheoretiker Eugène Prouhet. Sein Nachfolger auf dem Lehrstuhl in Bordeaux, der Mathematiker Jules Hoüel, half ihm bei der Publikation des Tafelwerkes Tables diverses pour la Décomposition des Nombres en leurs Facteurs premiers. Die letzten Lebensjahre verbrachte Lebesgue vor allem in Südfrankreich.
Am 8. Februar 1847 wurde er als korrespondierendes Mitglied in die Académie des sciences aufgenommen.

## Schriften (Auswahl)
- V.-A. Lebesgue: Thèses de mécanique et d’astronomie. In: Journal de Mathématiques Pures et Appliquées 1. Band 2, 1837, S. 337–365 (online [PDF; abgerufen am 10. Januar 2020]).
- V.-A. Lebesgue: Démonstration de quelques théorèmes relatifs aux résidus et aux non-résidus quadratiques. In: Journal de Mathématiques Pures et Appliquées 1. Band 7, 1842, S. 137–159 (online [PDF; abgerufen am 10. Januar 2020]).
- V. A. Le Besgue: Exercices d’Analyse numérique. Leiber et Faraguet, Paris 1859.
- V.-A. Le Besgue: Introduction à la théorie des nombres. Mallet-Bachelier, Paris 1862, S. 104.
- V.-A. Lebesgue: Tables diverses pour la décomposition des nombres en leurs facteurs premiers. Gauthiers-Villars, Paris 1864.